# Fire!! Muestra Internacional de Cine Gay y Lésbico
Fire!! Muestra Internacional de Cine Gay y Lésbico es el primer festival de cine de temática LGBT en España, fundado en 1995, por el Casal Lambda de Barcelona. Aborda la diversidad afectiva en su sentido más amplio a través de una cuidada selección de largometrajes, documentales y cortometrajes al estilo de los grandes festivales internacionales de esta temática. 
El festival se celebra habitualmente durante las dos primeras semanas de junio en varios lugares de la ciudad de Barcelona, siendo el más conocido el Instituto Francés, además de otros espacios. Para muchas personas el festival es un referente cultural de Barcelona, con historias y testimonios de personas libres, creadores que rompen barreras y luchadores por los derechos humanos del colectivo.
El nombre del festival es un homenaje a la revista neoyorquina homónima de finales de los años veinte, FIRE!!, dirigida por el escritor negro y homosexual Richard Bruce Nugent, retratado en una de las películas mas emblemáticas del festival, Brother to Brother, que proyectamos hace unos años.
Además de las sesiones oficiales de largometrajes, documentales y cortos, el festival ha abierto otras secciones paralelas a la muestra tales como Pantalla trans, Al este del Edén, La mirada del cine francés y una sección especial homenaje, que en 2023 se dedicó a Ventura Pons y a José Pérez Ocaña.